# Beggars Banquet
Beggars Banquet è un album in studio del gruppo rock britannico Rolling Stones, il settimo della discografia inglese e il nono di quella statunitense, pubblicato nel dicembre 1968, il 6 nel Regno Unito e il giorno successivo negli Stati Uniti.
Ritenuto uno dei capolavori del gruppo e della storia del rock, nel 2003 l'album è stato inserito al numero 57 della classifica dei migliori 500 album di tutti i tempi, della rivista Rolling Stone (nell'aggiornamento del 2012 scese al 58º posto, e poi al numero 185 nella terza revisione della classifica nel 2020.)

## Storia
Brian Jones, co-fondatore della band e primo leader, era diventato sempre più inaffidabile in studio a causa del suo uso di droghe, e fu l'ultimo album dei Rolling Stones ad essere pubblicato durante la sua vita, sebbene contribuì anche a due canzoni nel loro successivo, Let It Bleed, che fu pubblicato dopo la sua morte (Jones contribuì anche alla canzone Jumpin' Jack Flash, che faceva parte delle stesse sessioni, e fu pubblicata nel maggio 1968). Quasi tutte le parti ritmiche e di chitarra solista sono state registrate da Keith Richards, l'altro chitarrista e principale partner di scrittura del cantante Mick Jagger; insieme i due hanno scritto tutti i brani dell'album tranne uno. A completare la strumentazione c'erano il bassista Bill Wyman e il batterista Charlie Watts, sebbene tutti i membri contribuissero con una varietà di strumenti. Come per la maggior parte degli album del periodo, Nicky Hopkins suonava il piano in molti brani.
In seguito alle lunghe e disordinate sessioni di registrazione per l'album precedente, Mick Jagger decise che la band avesse bisogno di una sorta di direttore in studio di registrazione. Nei primi mesi del 1968 venne così ingaggiato Jimmy Miller, che aveva già lavorato con i Traffic e lo Spencer Davis Group. La collaborazione fu un successo, tanto che lo stesso Miller lavorò con la band fino al 1973, contribuendo alla realizzazione di alcuni  "capolavori storici" degli Stones, come Beggars Banquet, Let It Bleed, Sticky Fingers, e Exile on Main St.
L'album segna un ritorno alle radici Blues e R&B, dopo la parentesi psichedelica avuta con Their Satanic Majesties Request, pubblicato l'anno precedente.
Le prime idee per l'album nacquero a casa di Keith Richards nel Sussex e agli Rg Jones Studios nel febbraio 1968. Alla metà di marzo 1968 iniziarono le sessioni di registrazione vere e proprie dell'album agli Olympic Studios di Londra, con l'obiettivo di pubblicare lo stesso entro il luglio dello stesso anno. Da queste prime sessioni scaturirono le canzoni I'll Coming Home, Rock Me Baby, Hold On! I'm Comin', My Home Is A Prison, No Expectations, e Stray Cat Blues (solo questi ultimi due brani finiranno poi sull'album) e la prima traccia strumentale di Jumpin' Jack Flash, brano che anche se non comparirà nell'album, verrà pubblicato come singolo in maggio, e diventerà subito uno dei più notevoli successi della band.
Uno dei primi brani ad essere provato fu Street Fighting Man (titoli provvisori di lavorazione: Primo Grande e Did Everybody Paid Their Dues?), ad aprile seguì Stray Cat Blues, ma il grosso delle registrazioni si ebbero a maggio quando furono completate No Expectations, Dear Doctor, Parachute Woman, Factory Girl, e Salt of the Earth (ancora intitolata provvisoriamente Silver Blanket). Le sedute si chiusero a giugno con Sympathy for the Devil (la cui lavorazione venne documentata in diretta dalle riprese del film One Plus One di Jean-Luc Godard), Jigsaw Puzzle, e Prodigal Son (l'unica cover sull'album).
Brian Jones nel frattempo era sempre più in preda alla paranoia dovuta alla ricerca del suo ruolo nella band, e questo fu l'ultimo lavoro a cui contribuì. 
(Keith Richards)
(Mick Jagger, 2003)
Il suo presunto non coinvolgimento nelle sessioni di registrazione dell'album fu poi smentito; i suoi contributi si possono infatti sentire sui pezzi No Expectations (slide guitar), Dear Doctor, Prodigal Son, Parachute Woman (armonica), Street Fighting Man (sitar e tambura), Stray Cat Blues e Jigsaw Puzzle (mellotron). Ma era comunque ben chiaro che il suo degradato stato fisico e mentale lo stava irrimediabilmente allontanando ed emarginando dalle dinamiche interne alla band, presagendone l'imminente uscita dal gruppo. Il 28 maggio, verso la fine delle sedute di registrazione, Jones venne arrestato per possesso di droga e consumo di cannabis nella sua casa di Kings Road a Londra. Venne rilasciato seduta stante su cauzione pagando una multa di 2000 sterline, partecipò alle riprese del film One Plus One di Godard ai primi di giugno, e poi partì per il Marocco per un suo progetto di registrare i musicisti locali (che si sarebbe concretizzato nell'album postumo Brian Jones Presents the Pipes of Pan at Joujouka del 1971).
In giugno le registrazioni dell'album vengono terminate in Inghilterra, e il missaggio avviene a Los Angeles in luglio nel corso di tre settimane ai Sunset Sound Studios ad opera di Jimmy Miller e Glyn Johns coadiuvati da Jagger.

## Tracce
Lato A
Testi e musiche di Mick Jagger & Keith Richards, eccetto dove indicato.
1. Sympathy for the Devil – 6:18
2. No Expectations – 3:56
3. Dear Doctor – 3:21
4. Parachute Woman – 2:20
5. Jigsaw Puzzle – 6:05

Lato B
1. Street Fighting Man – 3:15
2. Prodigal Son – 2:51 (Robert Wilkins)
3. Stray Cat Blues – 4:37
4. Factory Girl – 2:08
5. Salt of the Earth – 4:47

## Titolo e copertina
Il titolo del disco, venne ideato dall'artista Christopher Gibbs, che stava decorando la casa di Mick Jagger a Chelsea. Egli suggerì di intitolare l'opera Beggars Banquet (in italiano "Il banchetto dei mendicanti") forse in riferimento alla cena dei mendicanti presente nel film Viridiana di Luis Buñuel. La foto interna dell'album, dove gli Stones agghindati in abiti medieval-ottocenteschi banchettano in un salone in mezzo a vari animali, venne scattata prendendo in affitto come set un'antica dimora in stile medievale, "Sarum Chase", situata al n. 23 di West Heath Road ad Hampstead. Le due case discografiche inglese e americana, rifiutano però la copertina proposta per l'album (la foto di un muro all'interno di un bagno pubblico ricoperto di graffiti opera di Barry Feinstein). Dopo qualche mese, esattamente in dicembre, la band decide di pubblicare l'album con una copertina somigliante ad un biglietto da visita quasi del tutto bianca a eccezione di un bordino dorato. La copertina rifiutata al tempo, comparirà nella ristampa dell'album su CD del 1984 e in tutte le successive ristampe. 
(Mick Jagger, settembre 1968.)
Mentre si discuteva della copertina, Mick Jagger iniziò la lavorazione del film Sadismo di Donald Cammell e Nicolas Roeg. Tornò in tempo per prendere parte con gli altri Stones alla conferenza stampa di presentazione per Beggars Banquet, che si tenne al Kensington Gore Hotel di Londra, e durante la quale i membri del gruppo, vestiti con pittoreschi abiti da mendicanti dickensiani, si scagliarono allegramente addosso delle torte alla crema servite durante il rinfresco.
Le prime stampe dell'LP originale non accreditavano il Rev. Robert Wilkins come compositore della traccia Prodigal Son, anche se l'accredito invece compariva nella prima versione della copertina poi censurata. L'errore venne corretto nelle ristampe successive.
La versione censurata dell'album con la copertina bianca simile a un biglietto d'invito, è stata ristampata in formato compact disc molto raramente. Tutte le successive ristampe del disco, sia in formato LP, cassetta, o CD, hanno utilizzato quasi sempre la copertina originaria, rifiutata all'epoca dalla casa discografica, con il bagno pubblico imbrattato di graffiti.

## Pubblicazione e accoglienza
| Recensione                    | Giudizio       |
| ----------------------------- | -------------- |
| AllMusic                      | [ 16 ]         |
| Ondarock                      | Pietra Miliare |
| Rolling Stone                 | [ 17 ]         |
| Piero Scaruffi                |                |
| Boston Herald                 | [ 18 ]         |
| Encyclopedia of Popular Music | [ 19 ]         |
| Entertainment Weekly          | A              |
| MusicHound Rock               | [ 21 ]         |
| NME                           | [ 22 ]         |
| The Rolling Stone Album Guide | [ 23 ]         |

Come primo singolo promozionale estratto dall'album in uscita, il 31 agosto la casa discografica pubblicò negli Stati Uniti Street Fighting Man accompagnata sul lato B dalla country No Expectations, singolo che debuttò in classifica alla posizione numero 84. L'ascesa in classifica del singolo in America subì un brusco arresto quando era alla posizione numero 48 a causa della censura subita per i contenuti del testo ritenuti sovversivi e per la foto di copertina del 45 giri che ritraeva scontri di manifestanti con la polizia, e per i recenti omicidi di Robert F. Kennedy e Martin Luther King che avevano scosso l'opinione pubblica americana. La seconda versione del singolo con la copertina modificata venne lanciata sul mercato senza ulteriori problemi.
L'album venne pubblicato a fine 1968, il 6 dicembre in Inghilterra e il 7 dicembre negli Stati Uniti. Commercialmente fece peggio del precedente Their Satanic Majesties Request, raggiungendo la medesima posizione numero 3 in patria, ma soltanto la numero 5 negli Stati Uniti, venendo però acclamato dalla critica in maniera quasi pressoché unanime, e in retrospettiva definito "il più grande album di rock degli anni sessanta".
(Disc, 23 novembre 1968.)
(Rolling Stone, 10 agosto 1968.)
(Time Magazine, 11 ottobre 1968.)
(International Times, 15 novembre 1968.)
(Sunday Mirror, 1º dicembre 1968.)
(Steve Appleford, 1997.)
(Piero Scaruffi, 1999.)
(Enzo Gentile, Dizionario del pop rock, 2002.)
(Blow Up, 2003.)
Per promuovere l'uscita del nuovo album, il gruppo partecipò il 10 e 11 dicembre '68 alla produzione di uno show televisivo: The Rolling Stones Rock and Roll Circus. Questo "circo del rock and roll" presentava ospiti d'eccezione come John Lennon, Eric Clapton, The Who, e Jethro Tull. Gli Stones si esibirono per ultimi, interpretando alcune delle canzoni di Beggars Banquet: Parachute Woman, No Expectations, Sympathy for the Devil e Salt of the Earth, così come anche il singolo Jumpin' Jack Flash e l'ancora inedita You Can't Always Get What You Want (inclusa poi in Let It Bleed, il successivo album in studio del gruppo). La trasmissione non andò però mai in onda, a causa di un veto messo dagli stessi Stones che, si disse, non erano rimasti soddisfatti della loro performance. La trasmissione vide la luce in formato audio e video (VHS) soltanto nel 1996.

## Brani

### Sympathy for the Devil
I'm a man of wealth and taste

I've been around for a long, long year, stolen many a man's soul and faith

And I was around when Jesus Christ had His moment of doubt and pain

Made damn sure that Pilate washed his hands and sealed His fate»

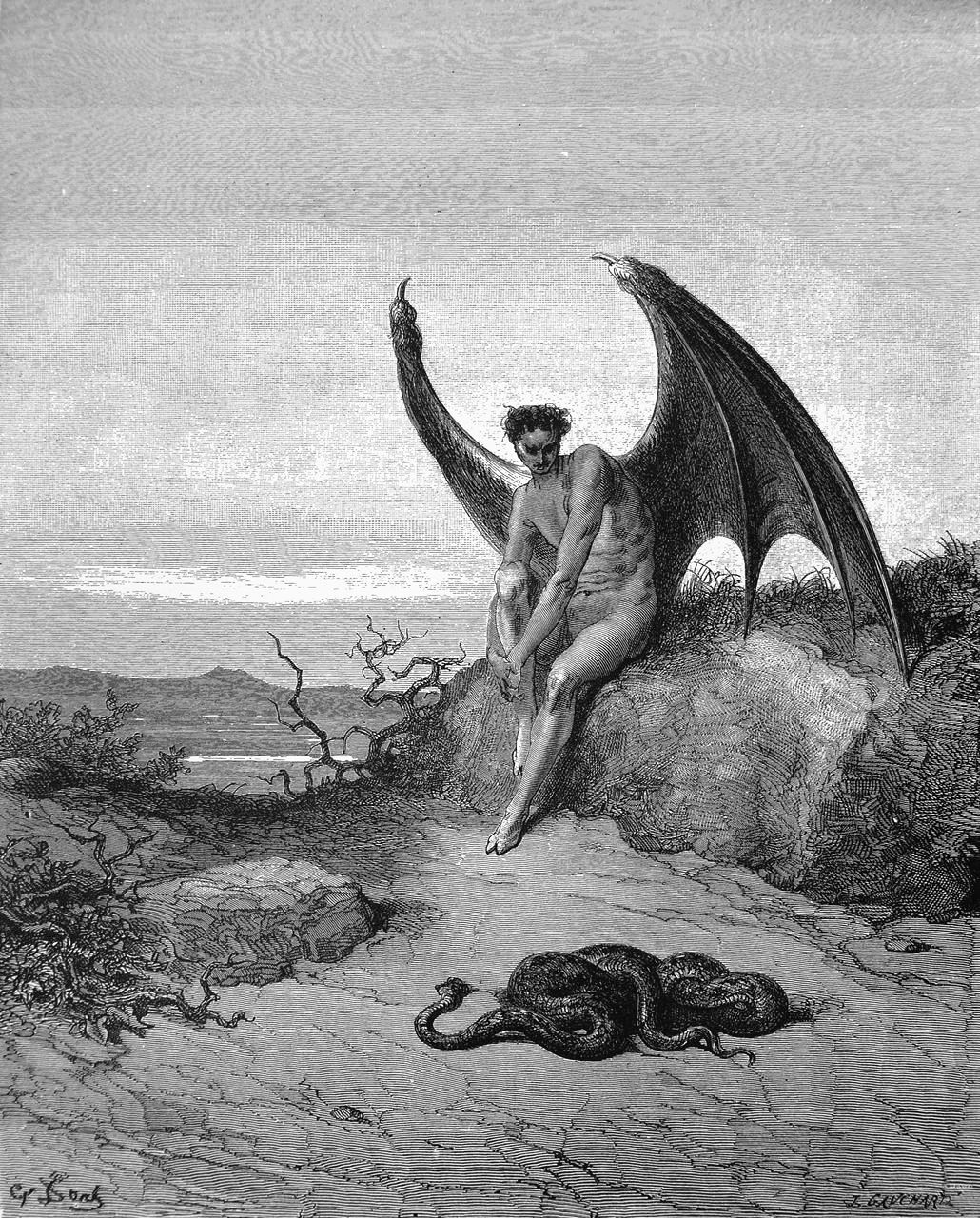
"Lucifero l'angelo caduto", da un'illustrazione di Gustave Doré.

Sono una persona facoltosa e di classe

Sono stato in giro per molti e molti anni, rubando l'anima e la fede a molti uomini

Ed ero presente quando Gesù Cristo ebbe il suo momento di dubbio e dolore

Assicurandomi che Pilato se ne lavasse le mani segnando così il suo destino.»
(Sympathy for the Devil, The Rolling Stones)
L'album si apre con una delle maggiori composizioni a firma del binomio Jagger/Richards: Sympathy for the Devil. La canzone, ispirata al romanzo Il maestro e Margherita dello scrittore russo Michail Afanas'evič Bulgakov, che Marianne Faithfull aveva regalato a Jagger qualche tempo prima, venne scritta dal punto di vista di Lucifero partendo da un brano in stile folk ed evolvendosi poi in un trascinate samba rock. Il brano possiede uno dei testi maggiormente analizzati della storia del rock, e scandalizzò una parte della società venendo interpretato come una pericolosa ed oscena ode a Satana che portò all'inevitabile accusa di satanismo nei confronti della band. Un anno dopo, nel dicembre '69, quando un fan del gruppo, il nero Meredith Hunter, venne brutalmente assassinato durante il concerto gratuito che gli Stones diedero ad Altamont, le "cattive vibrazioni" della canzone furono incolpate dell'accaduto (anche se il brano effettivamente suonato durante l'omicidio era stato Under My Thumb). A conseguenza di ciò, la band evitò di suonare il pezzo dal vivo per diversi anni. Il film One Plus One del regista francese Jean-Luc Godard, documenta su pellicola parte del processo creativo del brano in studio.

### No Expectations
La seguente traccia è una lenta ballata che parla di rimpianti, delusione amorosa, e solitudine. Il brano mescola elementi di country & blues, mettendo in evidenza la slide guitar suonata da Brian Jones. Gli Stones registrarono la traccia seduti in circolo sul pavimento dello studio di registrazione, cantando e suonando, e incidendo il tutto con i microfoni aperti. In una intervista del 1995 alla rivista Rolling Stone, Jagger dichiarò che l'apporto strumentale dato da Jones al brano era "l'ultima volta in cui Brian fu coinvolto totalmente in qualcosa di veramente valido".
Il mixaggio mono della canzone incluso nella compilation Singles Collection: The London Years è notevolmente differente rispetto alla versione presente su Beggars Banquet.

### Dear Doctor
Dear Doctor è una canzone country acustica che vira verso la parodia del genere stesso. Nel brano Jagger racconta di un giovanotto assalito da dubbi atroci sulla futura sposa proprio nel giorno del suo matrimonio. «Oh, la ragazza che sto per sposare è una troia dalle gambe storte, ed io non ho fatto altro che bere come una spugna» canta in tono lamentoso il protagonista del brano, prima di scoprire che la ragazza è fuggita con suo cugino Lou prima delle nozze. Nel libro del 2003 According to the Rolling Stones Mick Jagger dichiarò: «I pezzi country come Factory Girl o Dear Doctor su Beggars Banquet erano davvero dei pastiche. C'è un senso di humour nella musica country, uno sguardo ironico alla vita, e penso che volessimo rimarcare proprio quell'aspetto.» Dear Doctor venne incisa agli Olympic Sound Studios tra il 13 e il 21 maggio 1968. Jagger è alla voce solista, mentre Keith Richards si occupa del controcanto di accompagnamento in sottofondo. Richards inoltre suona tutte le chitarre sulla traccia, con Bill Wyman al basso e Charlie Watts alla batteria. Brian Jones suona l'armonica e Nicky Hopkins il piano.
Nonostante la sua inclusione in uno degli album più famosi dei Rolling Stones, Dear Doctor non è stata mai eseguita dal vivo in concerto dalla band.

### Parachute Woman
(Parachute Woman, The Rolling Stones)
È un brano in puro stile blues, con un ritmo percussivo martellante e un testo carico di allusioni sessuali al limite della pornografia. Al canto di Jagger si uniscono l'armonica suonata da Jones (o forse dallo stesso Jagger) e la slide guitar di Richards. Il caratteristico riverbero presente nel sound del brano, venne ottenuto sovraincidendo diversi strati della base strumentale su cassetta e poi filtrandoli nel banco mixer. Di conseguenza, aggiunti gli altri strumenti e il canto, il brano mantenne comunque un sound ruvido, quasi cavernoso.

### Jigsaw Puzzle
Brano fortemente influenzato dallo stile narrativo di Bob Dylan, è un pezzo dal ritmo trascinante in crescendo, simile in questo a Sympathy for the Devil con la quale condivide anche l'insolita durata di circa 6 minuti; dominato dalla slide guitar e dalle percussioni. Nel testo del brano Jagger canta di una band il cui cantante sembra essere parecchio seccato dal fatto di essere stato gettato "in pasto ai leoni", il chitarrista ha un'aria malandata, il bassista è nervoso a causa delle ragazze, e il batterista è stato malmenato mentre cercava di tenere il tempo. Praticamente un autoritratto in musica dei Rolling Stones dell'epoca. Le sedute di registrazione del brano iniziarono il 25 marzo 1968 agli Olympic Sound Studios. Parte di queste sessioni sono disponibili su bootleg, e in queste registrazioni Mick Jagger suona la chitarra acustica, Keith Richards la slide guitar, Charlie Watts la batteria, Bill Wyman il basso, e Nicky Hopkins il piano. Brian Jones non era presente in studio durante queste prime sessioni. La versione definitiva pubblicata sull'album vede Richards alla chitarra acustica, e Brian Jones al mellotron.
Jigsaw Puzzle non è stata mai eseguita dal vivo in concerto dai Rolling Stones.

### Street Fighting Man

Scontri di piazza negli anni settanta.

Altro pezzo forte dell'album, ispirato agli scontri studenteschi del maggio '68 e ai disordini di strada causati dalle manifestazioni contro la guerra in Vietnam che all'epoca impazzavano un po' dappertutto. Presunto inno rivoluzionario, ma piuttosto un freddo resoconto dei fatti, la canzone inizia con un trascinate ritmo quasi militaresco che propone versi come: «Said my name is called disturbance / I'll shot and scream, I'll kill the king, I'll rail at all his servants» ("Hanno detto che il mio nome vuol dire disordine / Urlerò e griderò, ucciderò il re, me la prenderò con tutti i suoi servi"), «The time is right for fighting in the street» ("Sembra proprio arrivato il momento di combattere nelle strade") per poi concludere con un tono sconsolato: «But what can a poor boy do / Except to sing for a rock'n'roll band?» ("Ma che cosa può fare un povero ragazzo / se non cantare in una band di rock'n'roll?"). La canzone venne pubblicata su singolo negli Stati Uniti all'epoca della Convention Democratica di Chicago, venendo immediatamente bandita dalle radio americane per i contenuti sovversivi, e ritirata poco dopo dal mercato a causa dell'illustrazione di copertina del 45 giri che nella prima versione raffigurava scontri di piazza tra manifestanti e polizia.
(Mick Jagger, 1995)
La traccia nacque da un riff di Keith Richards alla chitarra acustica, sorretto dalle percussioni di Charlie Watts suonate su un kit batteria-giocattolo degli anni trenta. La traccia base strumentale venne creata sovraincidendo numerose volte le parti di chitarra sulla cassetta mono di un piccolo registratore Philips e poi filtrandole dal banco mixer ottenendo così un forte effetto distorsivo. Si aggiunsero poi via via tutti gli altri strumenti, tra i quali sitar e tambura ad opera di Brian Jones, e lo shanai suonato da Dave Mason. Nonostante l'irruenza del risultato finale, è una traccia dall'impianto strumentale prevalentemente acustico.

### Prodigal Son
Si tratta di una cover di un pezzo blues del 1929 composto dal Reverendo Robert Wilkins sulla parabola del figliol prodigo. Il titolo originario era That's No Way to Get Along ma nella prima stampa di Beggars Banquet furono indicati come autori del brano Jagger & Richards, causando qualche problema legale.

### Stray Cat Blues
Brano dalle sonorità funky-blues incentrato sul sesso, dove questa volta si racconta dell'amore di un uomo adulto per una ragazzina di quindici anni. Jagger sospira, mugola come un gatto in calore, e canta in tono allusivo: «Scommetto che la mamma non sa che urli in questo modo». Il sound generale della traccia risente delle atmosfere torbide dei pezzi dei Velvet Underground, con l'aggiunta di un tocco bluesistico tipico di Richards. A conferma di questa tesi, lo stesso Mick Jagger affermò in seguito che la canzone era stata ispirata da Heroin dei Velvet Underground. Le introduzioni di Stray Cat Blues e di Heroin sono infatti piuttosto simili.

### Factory Girl
Sardonico inno alle "ragazze che lavorano in fabbrica", beffardo ma velato di un certo autentico affetto, è un altro brano di country umoristico nobilitato dalla malinconica chitarra di Keith Richards, dal violino di Ric Grech, e dal mellotron suonato dal membro dei Traffic Dave Mason (ospite d'eccezione), che fornisce al brano il caratteristico suono del mandolino. 
(Charlie Watts, 2003.)

### Salt of the Earth
Let's drink to the lowly of birth

Raise your glass to the good and the evil

Let's drink to the salt of the earth»
Brindiamo agli umili di nascita

Alza il tuo bicchiere per il bene ed il male

Beviamo al sale della terra»
(Salt of the Earth, The Rolling Stones)
L'ultima canzone sull'album si apre a sorpresa con la voce strozzata di Keith Richards sul fraseggio di una chitarra acustica. Si tratta di un omaggio in musica alla classe operaia, il cosiddetto "sale della terra" (Salt of the Earth), dove si invita ad innalzare i calici per brindare alla salute degli umiliati e degli oppressi, nel testo scritto da Mick Jagger non senza una punta di cinismo. Il brano, a parte l'eccezione costituita da Something Happened to Me Yesterday presente nell'album Between the Buttons del 1967, rappresenta il primo vero tentativo di Richards come cantante. Musicalmente, la traccia contiene gli elementi di blues acustico e country che hanno caratterizzato tutto l'album. Richards suona la slide guitar nella canzone poiché Brian Jones, che si era occupato di suonarla in altre canzoni di Beggars Banquet, era assente durante queste sessioni. Il coro gospel che accompagna il canto di Jagger e Richards nel finale venne aggiunto a Los Angeles dal Watts Street Gospel Choir, durante le fasi di missaggio dell'album, sovraincidendolo alla registrazione effettuata a Londra.

## Stile
Primo album dove gli Stones accantonano definitivamente le sonorità pop rock e psichedeliche inglesi, acquisendo un linguaggio musicale prettamente americano, presentando con convinzione sufficiente brani di impostazione blues, rock, country, folk, di matrice rurale. Non si tratta però, come per i primi album di cover, puro omaggio adolescenziale ai loro eroi musicali d'oltreoceano, di sonorità meramente derivative, ma, sorprendentemente, la trasposizione letterale di un sound apparentemente autentico fatto proprio dalla band, recuperando le proprie radici rock blues. È ancor oggi sorprendente pensare che queste composizioni siano uscite da un gruppo di ragazzi inglesi di estrazione medio-borghese e non da esperti musicisti statunitensi. Gli Stones confermeranno poi questa loro completa assimilazione dei canoni stilistici della musica tradizionale americana negli album successivi, in particolar modo con Exile on Main St. del 1972. 
(Keith Richards, 2003.)
(Mick Jagger, 2003.)
Nel compiere questa operazione di "ritorno alle radici", gli Stones si inserirono in una più ampia e generale tendenza che colpì la musica rock occidentale dell'epoca. Dopo la psichedelica dell'anno precedente, caratterizzata da produzioni discografiche complesse, con stratificazioni sonore di vario genere trattate in studio di registrazione con gli effetti sonori più disparati, testi indecifrabili e canzoni dalla difficile riproduzione dal vivo, i grandi nomi del pop rock decisero di attuare una trasformazione radicale, semplificando al massimo le sonorità, e tornando a generi musicali arcaici come il blues, il country, il folk, e il rock anni cinquanta. Apripista di questa nuova tendenza fu Bob Dylan, convalescente da un incidente motociclistico dell'estate 1966. L'atmosfera rilassata della sua casa in campagna a Woodstock, incoraggiò Dylan a interpretare molte delle vecchie canzoni di un tempo che gli erano sempre piaciute. Dapprima si chiuse in cantina con i membri della futura The Band per suonare jam session di pezzi country-folk, mettendo da parte le sonorità rock e i testi surreali che avevano caratterizzato la sua produzione più recente, e successivamente pubblicò l'album John Wesley Harding (dicembre 1967). Seguirono poi la Band con Music from Big Pink, i Beatles con il White Album e il rock and roll anni cinquanta del singolo Lady Madonna (proseguendo poi su questa strada anche durante le sessioni dell'abortito progetto Get Back/Let It Be), ed infine, a valanga tutti gli altri seguirono le loro orme, chi prima e chi dopo. Contemporaneamente, negli Stati Uniti era in atto una grande riscoperta della country music come genere musicale da parte delle giovani generazioni; gruppi come Byrds (con il seminale Sweetheart of the Rodeo), Grateful Dead (Workingman's Dead e American Beauty), e i Flying Burrito Brothers del giovane Gram Parsons (The Gilded Palace of Sin), diedero tutti un forte impulso al diffondersi del cosiddetto country rock.

## Formazione
The Rolling Stones
- Mick Jagger – voce, percussioni
- Keith Richards – chitarre, cori; basso in Sympathy for the Devil e Street Fighting Man; seconda voce in Salt of the Earth
- Bill Wyman – basso; cori e maracas in Sympathy for the Devil
- Charlie Watts – batteria; tabla in Factory Girl; cori in Sympathy for the Devil
- Brian Jones – slide guitar in No Expectations; sitar e tambura in Street Fighting Man; armonica in Dear Doctor, Parachute Woman, e Prodigal Son; mellotron in Jigsaw Puzzle e Stray Cat Blues; cori in Sympathy for the Devil

Altri musicisti
- Nicky Hopkins – pianoforte
- Jimmy Miller – cori in Sympathy for the Devil
- Dave Mason – mellotron in Factory Girl; shanai in Street Fighting Man
- Ric Grech – violino in Factory Girl
- Rocky Dijon – congas in Sympathy for the Devil, Stray Cat Blues, Factory Girl
- Watts Street Gospel Choir – coro in Salt of the Earth

Produzione
- Jimmy Miller - produzione
- Glyn Johns - ingegnere del suono
- Eddie Kramer - tecnico del suono
- Tom Wilkes - grafica
- Barry Feinstein - foto copertina censurata

## Influenza culturale
- Beggars Banquet Records: casa discografica inglese.